# Tour de Qatar de 2016
El Tour de Qatar de 2016 fou la quinzena edició del Tour de Qatar. La cursa es disputà en cinc etapes, una d'elles contrarellotge individual, entre el 8 i el 12 de febrer de 2016. Organitzada per l'Amaury Sport Organisation (ASO), els organitzadors del Tour de França, tenia una categoria 2.HC, i formava part de l'UCI Àsia Tour 2016.
La cursa va ser guanyada pel britànic Mark Cavendish (Dimension Data), que d'aquesta manera tornava a guanyar una cursa que havia guanyat el 2013. Cavendish va guanyar a primera etapa i això li donà el primer liderat, que va perdre momentàniament a la fi de la tercera etapa. Amb tot, en la quarta el recuperà i ja no el deixà fins al final. Alexander Kristoff (Team Katusha), vencedor de tres etapes i de la classificació per punts, acabà en segona posició, a cinc segons de Cavendish; mentre Greg Van Avermaet (BMC Racing Team) acabà en tercera posició, a vuit segons del vencedor.
En les altre classificacions secundàries Søren Kragh Andersen (Team Giant-Alpecin) fou el vencedor de la classificació dels joves i el BMC Racing Team guanyà la classificació per equips.

## Equips participants
En aquesta edició hi prenen part 18 equips, 8 equips World Tour, 8 equips continentals professionals i 2 equips continentals. L'Etixx-Quick Step, equip que havia guanyat vuit de les deu edicions anteriors, incloent l'edició de 2015, amb Niki Terpstra, no va ser convidat.
- 8 equips World Tour: Team Katusha, Dimension Data, Team Giant-Alpecin, BMC Racing Team, Astana Qazaqstan Team, Team LottoNL-Jumbo, AG2R La Mondiale, Lampre-Merida
- 9 equips continentals professionals: Bora-Argon 18, Fortuneo-Vital Concept, Topsport Vlaanderen-Baloise, Wanty-Groupe Gobert, Roompot Oranje Peloton, Drapac Professional Cycling, CCC Sprandi Polkowice, Stölting Service Group, UnitedHealthcare
- 1 equips continentals: Skydive Dubai Pro Cycling

## Etapes
| Etapa    | Data      | Ciutats d'etapa             | type                      | Distància (km) | Vencedor de l'etapa  | Líder de la general  |
| -------- | --------- | --------------------------- | ------------------------- | -------------- | -------------------- | -------------------- |
| 1a etapa | 8 de feb  | Dukhan – Al Khor (ciutat)   | etapa plana               | 176            | Mark Cavendish       | Mark Cavendish       |
| 2a etapa | 9 de feb  | Doha – Doha                 | etapa plana               | 135            | Alexander Kristoff   | Mark Cavendish       |
| 3a etapa | 10 de feb | Lusail – Lusail             | contrarellotge individual | 11             | Edvald Boasson Hagen | Edvald Boasson Hagen |
| 4a etapa | 11 de feb | Zubara – Madinat ash Shamal | etapa plana               | 189            | Alexander Kristoff   | Mark Cavendish       |
| 5a etapa | 12 de feb | Sealine Beach Resort – Doha | etapa plana               | 114            | Alexander Kristoff   | Mark Cavendish       |

## Classificació final
|    | Ciclista                   | Equip              | Temps       |
| -- | -------------------------- | ------------------ | ----------- |
| 1  | Mark Cavendish (GBR)       | Dimension Data     | 13h 47' 23" |
| 2  | Alexander Kristoff (NOR)   | Team Katusha       | + 5"        |
| 3  | Greg Van Avermaet (BEL)    | BMC Racing Team    | + 8"        |
| 4  | Manuel Quinziato (ITA)     | BMC Racing Team    | + 12"       |
| 5  | Edvald Boasson Hagen (NOR) | Dimension Data     | + 25"       |
| 6  | Søren Kragh Andersen (DEN) | Team Giant-Alpecin | + 36"       |
| 7  | Sam Bennett (IRL)          | Bora-Argon 18      | + 47"       |
| 8  | Sven Erik Bystrøm (NOR)    | Team Katusha       | + 55"       |
| 9  | Viacheslav Kuznetsov (RUS) | Team Katusha       | + 56"       |
| 10 | Michael Schar (SUI)        | BMC Racing Team    | + 1' 04"    |

## Evolució de les classificacions
| Etapa | Vencedor             | Classificació general | Classificació per punts | Classificació dels joves | Classificació per equips |
| ----- | -------------------- | --------------------- | ----------------------- | ------------------------ | ------------------------ |
| 1     | Mark Cavendish       | Mark Cavendish        | Mark Cavendish          | Søren Kragh Andersen     | BMC Racing Team          |
| 2     | Alexander Kristoff   | Mark Cavendish        | Mark Cavendish          | Sven Erik Bystrøm        | Team Katusha             |
| 3     | Edvald Boasson Hagen | Edvald Boasson Hagen  | Mark Cavendish          | Søren Kragh Andersen     | BMC Racing Team          |
| 4     | Alexander Kristoff   | Mark Cavendish        | Alexander Kristoff      | Søren Kragh Andersen     | BMC Racing Team          |
| 5     | Alexander Kristoff   | Mark Cavendish        | Alexander Kristoff      | Søren Kragh Andersen     | BMC Racing Team          |
| Final | Final                | Mark Cavendish        | Alexander Kristoff      | Søren Kragh Andersen     | BMC Racing Team          |